# عصارة البنكرياس
عصارة البنكرياس أقوى العصارات الهضمية مفعولا لأنه يحتوي على عدة انزيمات تقوم بهضم أنواع المواد العضوية الثلاث (كربوهيدرات وبروتينات ودهون)، بحيث لو منع إفراز البنكرياس من الوصول إلى الأمعاء الدقيقة لاختلّت عمليتا الهضم والامتصاص، فتزيد كمية المواد غير المهضومة في البراز فيما يعرف بالإسهال الدهني.
وتفاعل إفراز البنكرياس قاعدي وذلك لوجود نسبة كبيرة من بيكربونات الصوديوم به، والتي تعادل حمض الهيدروكلوريك الذي يصل إلى الأمعاء من المعدة، فتحمي الغشاء المخاطي للإثنا عشري من التلف والتقرح.

## إفراز البنكرياس الخارجي
تتم عملية الإفراز بالبنكرياس الخارجي نتيجة لانفعالات شرطية وردة فعل هرمونية. وينشط البنكرياس نتيجة لتأثير هرمون الكوليسيستوكينين والسيكريتين اللذان يتم إفرازهم من قبل خلايا بطانة الإثنا عشري نتيجة وصول الكيموس الحمضي من المعدة.

## أهم إفرازات البنكرياس الخارجية
تفرز الغدد الخارجية من البنكرياس نوعان من العصارات: بيكربونات وإنزيمات الهضم

### البيكربونات
تفرز الخلايا العنيبية المركزية في البنكرياس عصارة قاعدية غنية بالبيكربونات نتيجة لهرمون السيكريتين والذي يفرز من قبل خلايا الإثنا عشري. وبهذه الطريق يتم حماية غشاء الأمعاء الدقيقة من حمضية عصارة المعدة.

### إنزيمات الهضم
لإنزيمات البنكرياس دور أساسي في هضم الدهون والبروتينات وكما لها دور في هضم الكربوهيدرات. وتقوم الغدد الخارجية للبنكرياس بفرز الإنزيمات تحت تأثير هرمون الكوليسيستوكينين. وتخرج الإنزيمات بصورة غير فعالة ويتم تفعيلها عن طريق هرمون إنتيروببتيداز الموجود في خلايا الإثنا عشري. وبهذه الطريقة يقوم الجسم بحماية البنكرياس من تأثير الإنزيمات الهاضمة. وأشهر هذه الإنزيمات هي:
- إنزيمات تقوم بتكسير البروتينات إلى أحماض أمينية:
  - «التربسينوجين» والذي يفعّل في الإثنا عشري ليكون التريبسين.
  - كيموتريبسينوجين والذي يفعّل في الإثنا عشري ليكون الكيموتريبسين.
- إنزيمات تقوم بتكسير الدهون إلى أحماض دهنية وجليسرين
  - ليباز
  - ليزوفوسفوليباز
  - فوسفوليباز أ2
- إنزيمات تقوم بتكسير عديد السكاريد
  - أميلاز